# Canadá inglés

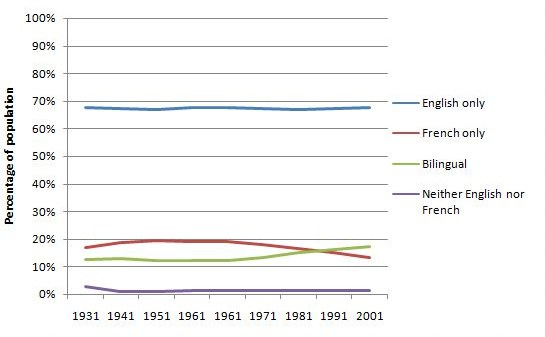
Habilidad de los canadienses que hablan inglés y/o francés, según la evolución de los censos quinquenales entre los años 1931 y 2001.

El término compuesto Canadá inglés o Canadá anglófono, se usa para referirse a algunas de las siguientes definiciones:
- Los canadienses angloparlantes en oposición a los que son francófonos. Se usa cuando se desea comparar o contrastar los dos principales idiomas canadienses respecto de la literatura, el arte o los medios canadienses en general. Según el censo de población realizado en Canadá en 2011, el 20,6%[1] de canadienses cuya lengua materna no es ni el inglés ni el francés son generalmente agregados a uno de ambos grupos, según su conocimiento y uso de uno u otro idioma oficial (o eventualmente de las dos lenguas nacionales). No obstante, un 63,5%[1] de ellos informó hablar inglés en el hogar.

- Las provincias y territorios de Canadá que tienen una mayoría de población angloparlante. Esta segunda definición sólo excluye a la provincia francófona de Quebec y en consecuencia es usualmente utilizada en el contexto de las discusiones geopolíticas respecto del status especial o específico que le corresponde o que le debería corresponder al territorio quebequés o quebequense. Entre los que apoyan la localmente denominada “teoría de las dos naciones”, el Canadá inglés es una de las dos naciones fundadoras del país, siendo la otra el Canadá de habla francesa o el Quebec. No obstante, para evitar hacer referencia a tal teoría, el mayoritario Canadá de habla inglesa (donde a mediados de 2012 vivía aproximadamente un 76,45% de la población del país) suele ser simplemente llamado “ROC”, por las iniciales de las palabras inglesas Rest of Canada (“Resto de Canadá”).

- Inglés canadiense se suele referir, sobre todo en algunos contextos históricos, se refiere a aquellos canadienses que tienen origen inglés (en contraste con aquellos cuyos ancestros provinieron de Escocia, Gales, Irlanda, etc.)

Según el censo realizado en Canadá entre el 2 de mayo y el 31 de julio de 2011, 21.457.080 canadienses hablaban el idioma inglés de forma nativa, equivalentes a un 64,78% de una cantidad total de hablantes de 33.121.175 habitantes. Esta cantidad más que triplicaba a los 6.827.860 francófonos nativos, que entonces correspondían a un 20,61%.
Por otro lado, la población total del ROC (es decir, también incluyendo a los niños menores de 5 años de edad) era de 25.573.687 personas (equivaliendo a un 75,39% de los 33.476.688 hab. que entonces tenía el país) Por su parte, 7.903.001 hab. vivían en la provincia de Quebec en 2011.
| Provincia o territorio                             | Cantidad total de hablantes | inglés     | %      | francés   | %      | Otros idiomas | %      | Lengua(s) oficial(es) |
| -------------------------------------------------- | --------------------------- | ---------- | ------ | --------- | ------ | ------------- | ------ | --- |
| Ontario                                            | 12.722.065                  | 10.044.810 | 78,95% | 284.120   | 2,23%  | 1.827.870     | 14,36% | Inglés (de facto) |
| Quebec (Québec)                                    | 7.815.955                   | 767.415    | 9,81%  | 6.249.080 | 79,95% | 554.405       | 7,09%  | Francés |
| Columbia Británica (British Columbia)              | 4.356.205                   | 3.506.600  | 80,49% | 16.685    | 0,38%  | 670.095       | 15,38% | Inglés (de facto) |
| Alberta                                            | 3.610.185                   | 3.095.255  | 85,73% | 24.690    | 0,68%  | 379.550       | 10,51% | Inglés (de facto) |
| Manitoba                                           | 1.193.095                   | 1.007.325  | 84,42% | 17.950    | 1,50%  | 125.285       | 10,5%  | Inglés y francés |
| Saskatchewan                                       | 1.018.310                   | 938.170    | 92,13% | 4.295     | 0,42%  | 59.240        | 5,81%  | Inglés y francés |
| Nueva Escocia (Nova Scotia)                        | 910.620                     | 868.765    | 95,40% | 15.940    | 1,75%  | 18.510        | 2,03%  | Inglés (de facto) |
| Nuevo Brunswick (New Brunswick, Nouveau-Brunswick) | 739.895                     | 512.115    | 69,21% | 209.885   | 28,36% | 9.310         | 1.25%  | Inglés y francés |
| Terranova y Labrador (Newfoundland and Labrador)   | 509.950                     | 502.475    | 98,53% | 1.145     | 0,22%  | 5.000         | 0,98%  | Inglés (de facto) |
| Isla del Príncipe Eduardo (Prince Edward Island)   | 138.435                     | 132.200    | 95,49% | 2.465     | 1,78%  | 2.925         | 2,11%  | Inglés (de facto) |
| Territorios del Noroeste (Northwest Territories)   | 41.040                      | 36.485     | 88,9%  | 555       | 1.35%  | 3.620         | 8,8%   | chipewyan, cree, francés, inglés, gwich’in, inuit, inuinnaqtun, inuktitut, inuvialuktun, slavey del norte, slavey del sur y tłįchǫ |
| Yukón (Yukon Territory)                            | 33.655                      | 31.025     | 92,18% | 820       | 2.43%  | 1.240         | 3,68%  | Inglés y francés |
| Nunavut                                            | 31.765                      | 14.440     | 45,45% | 245       | 0,77%  | 16.820        | 52,95% | inuit, inuktitut, inuinnaqtun, inglés y francés                                                                                    |
| Canadá                                             | 33.121.175                  | 21.457.080 | 64,78% | 6.827.860 | 20,61% | 3.673.865     | 11,09% | Inglés y francés |

La estimación de los canadienses que son de origen inglés es de unos 6 millones de habitantes. No obstante, es difícil estimar un número preciso debido a dos razones específicas:
- Unas 6,7 millones de personas informaron en sus respectivos formularios censales que ellos eran simplemente “Canadienses”, sin ninguna otra mayor especificación al respecto, lo que podría incluir la mezcla de varios grupos étnicos o nacionales -sobre todo aquellos de larga presencia en Canadá (tales como, además de los propios ingleses y franceses, los escoceses e irlandeses), haciendo posible que el número sea mucho mayor que los casi 6 millones que informaron tener origen inglés.

- Por otro lado, históricamente también ha habido numerosos canadienses que han ocultado su verdadera identidad por distintas razones políticas o culturales para así poder asimilarse más fácilmente a la dominante mayoría angloparlante (por ejemplo, para evitar la más o menos abierta discriminación que sufrían los católicos de origen irlandés en la tradicionalmente protestante Canadá angloparlante, o la que sufrieron los inmigrantes alemanes durante y después de la Primera Guerra Mundial (1914-1918). Tales fenómenos contribuyeron a que los reportes de (supuesto) origen inglés de incrementasen de forma artificial.

## Nota y referencias
- Esta obra contiene una traducción  derivada de «English Canada» de Wikipedia en inglés, publicada por sus editores bajo la Licencia de documentación libre de GNU y la Licencia Creative Commons Atribución-CompartirIgual 4.0 Internacional.

1. 1 2  Statistics Canada - Linguistic characteristics of Canadians (“Características lingüísticas de los canadienses”)
2. ↑  United Nations Statistical Division – 2010 Population and Housing Census Programme Archivado el 9 de mayo de 2015 en Wayback Machine. (“División de Estadística de las Naciones Unidas – Programa de 2010 de censos de población y vivienda”)
3. ↑  Statistics Canada - Population by language spoken most often and regularly at home, age groups (total), for Canada, provinces and territories ("Población por idioma más frecuente y regularmente hablado en el hogar, grupos de edad (total), para Canadá, provincias y territorios.
4. 1 2  Statistics Canada - Census profile (“Perfil censal”)